# Psychotria leucocalyx
Psychotria leucocalyx är en måreväxtart som beskrevs av Albert Charles Smith. Psychotria leucocalyx ingår i släktet Psychotria och familjen måreväxter. Inga underarter finns listade i Catalogue of Life.